# Пойма (приток Бирюсы)
Пойма — река в Красноярском крае и Иркутской области России, левый приток Бирюсы.
Длина — 382 км, площадь водосборного бассейна — 8640 км². Исток — в северных отрогах Восточного Саяна. Впадает в Бирюсу у села Мирный.
Питание смешанное, преимущественно снеговое. Среднегодовой расход воды — 13 м³/с. Замерзает во 2-й половине октября — начале ноября, вскрывается в конце апреля — начале мая, половодье наблюдается с апреля по июнь.

## Основные притоки
(расстояние от устья)
- 38 км: река Тиличет (лв)
- 120 км: река Тибишет (лв)
- 133 км: река Тины (пр)
- 152 км: река Атагаш (лв)

## Данные водного реестра
По данным государственного водного реестра России относится к Ангаро-Байкальскому бассейновому округу, речной бассейн реки — Ангара, речной подбассейн реки — Тасеева, водохозяйственный участок реки — Бирюса.
Код объекта в государственном водном реестре — 16010200212116200034488.